# 晏宏
晏宏（1463年—1534年），字約之，先祖來自楚地，明孝宗、世宗時期宦官，先後歷任「京通倉(京城、通州二地之京倉)」督倉太監、陝西鎮守太監等職位，後官至南京守備太監。其為人清名儉德、濟貧掃弊、崇尚文教，為時人所稱道。並且其人學識頗高，善於經學及工於書法。

## 性格
晏宏個性恬约清廉，穿著樸素，如果沒有客人來訪則食不重味，一室蕭然，除了圖史以外沒有其他的玩好，在其過世的時候，剩餘的錢財甚至差點不夠替其安葬。

## 生平
晏宏的先祖乃是楚地之人，也就是南方人出身。他生於天順七年(1463年)，在幼年便進入內庭，作為宦官在春宮服侍當時的太子朱祐樘，也就是後來的明孝宗。因此在明孝宗即位後的弘治初年便升任為明代的高級宦官「太監」，賞賜給他蟒衣玉帶，並允許其於內府衙門中乘馬。又因為晏宏很擅長書法，孝宗因此特別賞賜給他端硯，由此可見其在當時非常受寵。

### 京通倉督倉太監
所謂京通倉，即京師、通州兩地區數十乃至上百座的京倉合稱，正所謂「京倉為天子之內倉，通倉為天子之外倉」。可知該處乃是明代皇帝的統治核心，漕運而來的糧食皆存儲於此二地。
而作為明孝宗的心腹太監，晏宏便被派去當京通倉的督倉太監，到任後，他改革許多京通倉內積藏已久的各類弊端，又因為其政績，人們稱其為晏御史，這是因為明代約莫在宣宗宣德九年(1434年)前後在都察院內開始設立巡倉御史的職位，其職責即負責巡查各地的糧食倉儲。但成化朝以後開始干涉外朝，督倉太監正是其中的一項宦官外放監督的職位。

### 陝西鎮守太監
嘉靖初年，晏宏被命令前往陝西擔任鎮守太監，到任後他改革過去的弊端不遺餘力，還仿造古代設置義倉，用剩餘的糧食來救濟那些貧困的人們。在當地他還特別重視文化教育方面的工作，推崇的在當地設立文廟和武廟等廟宇。還增補《資治通鑒綱目》等各種小學書籍，並將其印刷出版。政績精美良好。因此明世宗特意下旨嘉獎，將其擢升為南京的守備太監(南京鎮守太監)

### 南京守備太監
到任後，在其任職期間，南京發展平和穩定。而後因為感受到自身年紀的老邁，因此數次以自身老疾，請求朝廷尋人代替他的職位。世宗不捨下詔慰留，並將其召入東廠，但此時的晏宏已然病重，不久後便離世，卒於嘉靖十三年(1534年)，享壽72歲。

### 離世
晏宏辭世後，嘉靖帝下令替其祭祀，並且在祭祀後，下詔有關官員以國庫的名義替其運送棺材並舉辦喪禮安葬，將其葬於都城的章華村。

## 墓誌銘
晏宏，字約之，生於天順七年（1463），嘉靖十三年（1534）卒於位。其先楚人。幼入内庭，侍孝宗皇帝於春宫，弘治初升至太監，賜蟒衣玉带，内府乘马，雅善书法，孝宗特賜端砚以寵異之。敕督京通倉儲，搜革積弊，人目為晏御史。嘉靖初命鎮守陝西，至鎮興墜補弊，不遺餘力，仿古義倉意置餘廪以贍貧乏，尤重文教，崇飭先聖及武成之廟，增補《通鑒綱目》小學諸書刻梓以傳。治績超美，天子賜敕嘉奖，擢南京守備太監，一鎮以静。數以老疾求代，溫詔慰留旋召入典東廠，已疾篤。卒後世宗賜諭祭，詔有司給驛歸公之喪，葬都城章華村。晏宏性恬約，被服儒素，非賓會食不重味，一室蕭然，圖史外無他玩好，殁之日，幾不能殮衾。-明嚴嵩《鈴山堂集》卷三十《南京守備晏公墓志銘》

## 評價
- 明林文俊:清名儉徳重當時，道路人傳即口碑。全陕山川遺愛在，留官管鑰舊臣宜。门無雜客迹如掃，案有残書手自披。幾䟽乞骸恩未許，樸忠應結九重知。[5]
- 明鄭曉《今言》：「近見敘名臣者多不及武臣……即內臣如王岳、徐智、范亨、懷恩、覃昌，鎮守陝西晏宏、河南呂憲，皆忠良廉靖，縉紳所不及也。」